# Punta Ferrand
Punta Ferrand – góra Mont Cenis w Alpach Kotyjskich, położona na granicy Francji i Włoch. Ma wysokość 3348 metrów.

## Położenie
Góra jest częścią grupy Ambin i znajduje się w pobliżu najwyższej góry Niblè, do której połączona jest grzbietem. W zachodniej (francuskiej) części góry znajduje się Lodowiec de Ferrand.

## Wejście na szczyt
Można wspiąć się na szczyt zaczynając od schroniska turystycznego Rifugio Luigi Vaccarone.